# Radulinopsis derjavini
Radulinopsis derjavini is een straalvinnige vissensoort uit de familie van donderpadden (Cottidae). De wetenschappelijke naam van de soort is voor het eerst geldig gepubliceerd in 1930 door Soldatov & Lindberg.